# (11364) Karlštejn
(11364) Karlštejn (1998 FB3) – planetoida z pasa głównego asteroid okrążająca Słońce w ciągu 4,2 lat w średniej odległości 2,6 j.a. Odkryta 23 marca 1998 roku.